# General Atomics Avenger
General Atomics Avenger – wielozadaniowy, bezzałogowy aparat latający (UCAV - Unmanned Combat Aerial Vehicle) opracowany przez amerykańską firmę General Atomics Aeronautical Systems, o cechach utrudnionej wykrywalności przez systemy radiolokacyjne.

## Historia
Avenger jest kolejną wersją rozwojową używanej między innymi przez amerykańską armię rodziny bezzałogowych samolotów wywodzących się z maszyny RQ-1 Predator. Projekt nie powstał w odpowiedzi na konkretne zamówienie potencjalnego odbiorcy i przyszłego użytkownika samolotu, ale jako własna inicjatywa wytwórni, która analizując światowe tendencje w ewolucji bezzałogowych aparatów, na własną rękę rozpoczęła program budowy Avengera. Pierwsze prace mające na celu wybudowanie maszyny napędzanej silnikiem odrzutowym rozpoczęto w trakcie realizacji programu modernizacji RQ-1, który doprowadził do powstania wersji MQ-9 Reaper. Jedna z maszyn przedprototypowych, oznaczonych jako Predator B-002, została wyposażona w dwuprzepływowy silnik turboodrzutowy Williams FJ44-2A o ciągu 10,2 kN. Aparat miał charakteryzować się udźwigiem 215 kg, być zdolnym do osiągania pułapu rzędu 18 000 m. Prędkością 500 km/h przy długotrwałości lotu wynoszącej 12 h. Początkowe zainteresowanie United States Air Force i NASA nową konfiguracją szybko wygasło. Długotrwałość lotu na poziomie dwunastu godzin było stanowczo za małą wartością, w porównaniu do tych, jakimi mogły poszczycić się maszyny napędzane silnikami turbośmigłowymi. Co ostatecznie skłoniło General Atomics do przeprojektowania Predator B-002 i wyposażenia go w silnik turbośmigłowy. 
Brak zainteresowania ze strony potencjalnych nabywców bezzałogowym aparatem powietrznym, napędzanym silnikiem odrzutowym nie zniechęciło producenta, który postanowił dalej rozwijać projekt. Początkowo projekt był rozwijany pod nazwą wewnętrzną firmy Predator C, jednak względy marketingowe przesądziły o zmianie nazwy na Avenger. Nowa maszyna miała charakteryzować się większym udźwigiem, prędkością i różnorodnością przenoszonych typów uzbrojenia. Mogła by realizować klasyczne misiej patrolowo-rozpoznawcze jak również zadania uderzeniowe. Kontynuacja prac nad samolotem pomimo wcześniejszego wyrażenia braku zainteresowania maszyna przez siły powietrzne i NASA, interpretowana była jako przygotowania wytwórni do wzięcia udziału w programie MQ-X, mającego na celu wyłonienie następcy MQ-9. 
Zrezygnowano z tradycyjnych dla Predatora i MQ-9 Reaper silników turbośmigłowych na rzecz jednostki turbowentylatorowej Pratt & Whitney Canada PW545B o ciągu 17,75 kN. Nie jest to silnik specjalnie opracowany dla bezzałogowca, a klasyczna jednostka stosowana w samolotach dyspozycyjnych. Takie rozwiązanie pozwoliło na uniknięcie czasochłonnego etapu prac nad nowym silnikiem, jak również niebagatelnie zredukowało koszty projektu. Wlot powietrza do silnika umieszczony został na górze kadłuba. Nowy silnik umożliwił osiągnięcie znacznego przyrostu prędkości w porównaniu do poprzedników. Tym samym w odróżnieniu od nich, Aveneger został zaopatrzony w nowe skrzydła o kącie skosu wynoszącym 17°. Aby zmaksymalizować szanse przetrwania na polu walki, całej konstrukcji nadano cechy stealth, utrudnionej wykrywalności przez systemy radiolokacyjne przeciwnika. Pod tym kątem dobrano kształt kadłuba i umieszczono wlot powietrza do silnika na górze kadłuba, dzięki czemu osłonięto łopatki pierwszego stopnia sprężarki silnika. Zastosowano specjalne pokrycie całej konstrukcji materiałami rozpraszającymi promieniowanie radiolokacyjne oraz specjalnie ukształtowano dyszę wylotową silnika, zapewniając maksymalne rozproszenie gazów wylotowych i obniżając ich temperaturę. Wewnętrzna komora uzbrojenia, mieszcząca 1600 kg przenoszonych środków bojowych oraz sześć podskrzydłowych węzłów do podwieszania kolejnych środków bojowych o masie 2600 kg czynią z Avengera maszynę zdolną zabrać na pokład uzbrojenie o masie równorzędnej z tą, którą przenosi typowy załogowy samolot myśliwski. Pierwsze próby uzbrojenia przenoszonego przez aparat rozpoczęły się w marcu 2011 roku. Sprawdzono użycie bomb GBU-16 Paveway II. W dalszej kolejności przystosowano samolot do użycia bomb GBU-39 SDB, GBU-12 Paveway II, GBU-38 JDAM, GBU-31 JDAM, GBU-32 JDAM oraz pocisków AGM-114 Hellfire. W 2015 roku producent poinformował o prowadzeniu prac związanych z integracja płatowca z laserem bojowym 3 generacji, opracowywanym również przez General Atomics, High Energy Liquid Laser Area Defense System (HELLADS) o mocy 150 kW.
Produkt amerykańskiej wytwórni jest konstrukcją wielozadaniową. Obok zadań ofensywnych może on również realizować zadania rozpoznawcze. Do realizacji tego typu misji przeznaczony jest znajdujący się na pokładzie aparatu radar z syntetyczną aperturą Lynx Multi-mode Radar. Może on, przy zasięgu rzędu 80 km, pracować w kilku trybach: Maritime Wide Area Search - poszukiwanie i śledzenie celów morskich oraz Ground/Dismount Moving Target Indicator - wykrywanie i śledzenie celów ruchomych w wyznaczonej strefie obserwacji. Avenger posiada system ALERT (Advanced Low-observable Embedded Reconnaissance Targeting). Jest to wersja celowniczego systemu EOTS (Electro-Optical Targeting System) będącego na wyposażeniu samolotów Lockheed Martin F-35 Lightning II. Umożliwia on obserwację przestrzeni znajdującej się przed aparatem w podczerwieni przy jednoczesnym przeszukiwaniu i śledzeniu celów w promieniu 360° dookoła samolotu. Z kolei inne źródła wskazują, iż General Atomics odszedł od montażu system ALERT na rzecz systemu porównywalnego do układu zamontowanego w aparacie RQ-4 Global Hawk. Głowica elektrooptyczna Avengera umieszczona jest pod jego dziobem. Sterowanie samolotem odbywa się przy użyciu dokładnie tego samego stanowiska, które wykorzystywane jest do realizacji misji aparatów MQ-9. W połowie listopada 2012 roku, producent z powodzeniem przetestował nowe stanowisko kontroli lotu określane jako General Atomics Advenced Cockpit Ground Control Station. 
Pierwszy z prototypów, oznaczony jako Tail 1, do swojego dziewiczego lotu wzbił się 4 kwietnia 2009 roku z należącego do wytwórni lotniska Grey Butte Flight Operations Facility w Palmdale w Kalifornii. Kolejne loty prototypu odbyły się 13 i 14 kwietnia tego samego roku. W grudniu 2011 roku United States Air Force zakupiły jedyny wówczas samolot (Tail 1) celem przeprowadzenia własnych prób na terenie Afganistanu. Testy, jakim poddano maszynę, nie wypadły pomyślnie dla wytwórni. Amerykańskie siły powietrzne uznały, że Avenger nie oferuje znaczącego wzrostu możliwości bojowych w porównaniu z MQ-9, aby koniecznym było przezbrojenie na ten typ. Nie zniechęciło to producenta i 12 stycznia 2012 roku do swojego pierwszego lotu wzbił się drugi prototyp, Tail 2. W porównaniu z pierwszym samolotem wydłużono kadłub (o 1,22 m do długości 13,42 m) zwiększając dzięki temu zapas paliwa, a tym samym długotrwałość lotu i masę przenoszonego uzbrojenia. Dodatkowo maszyna miała możliwość przenoszenia dodatkowych zbiorników z paliwem w komorze uzbrojenia. Do standardu Tail 2 przebudowano również pierwszy prototyp. Latem 2013 roku oblatano trzecią z prototypowych maszyn Tail 3. Tymczasem 15 lutego 2012 roku US Air Force definitywnie zakończyły program MQ-X. Przeznaczone na ten cel środki przesunięte zostały na dalszą modernizację Reaperów i systemów analizy danych. Decyzja ta przekreśliła szanse Avengera na zakup przez siły powietrzne i uruchomienie produkcji seryjnej. Łącznie (do 2016 roku) wybudowano trzy maszyny prototypowe, które razem, podczas intensywnie prowadzonych prób, wylatały 13 000 godzin.
Mimo niekorzystnego obrotu spraw na krajowym podwórku, General Atomics nie zakończył projektu Avenger. Powody ku takiemu biegowi spraw pojawiły się za granicą. Samolot został zaoferowany Kanadzie w ramach programu jej programu Joint Unmanned Surveillance and Target Acquisition System (JUSTAS). Podobną ofertę złożono Indiom, potrzebujących bezzałogowych maszyn zdolnych do przeprowadzania antyterrorystycznych misji na jej granicy z Pakistanem. Wśród potencjalnych nabywców systemu Avenger wymieniana jest również Centralna Agencja Wywiadowcza dysponująca własną flotą bezzałogowych aparatów, niezależną od sił powietrznych. W 2010 roku maszyna oferowana była Wielkiej Brytanii, ale bez sukcesu.

### Sea Avenger
3 maja 2010 roku producent przedstawił nową wersję swojego samolotu, Sea Avenger. Maszyna powstała w ramach prowadzonego przez United States Navy programu Unmanned Carrier-Launched Airborne Surveillance and Strike (UCLASS). Jego celem jest pozyskanie bezzałogowego aparatu zdolnego do operowania z pokładu lotniskowców i realizującego zadania rozpoznawczo-uderzeniowe. Kilka dni wcześniej, 30 kwietnia 2010 roku swoją ofertę producent przekazał Dowództwu Sił Morskich USA jako odpowiedź na wniosek marynarki o udzielenie informacji na ten temat. Wersja Sea Avenger ma być wyposażona w składane w celu umożliwienia hangarowania na pokładzie lotniskowca skrzydła, hak do lądowania, zaczepami do holowania i manewrowania samolotem na pokładzie, zmodyfikowane podwozie. W lutym 2011 roku badania przeprowadzone w tunelu aerodynamicznym pokazały, iż tak zmodernizowany samolot jest w stanie realizować manewr lądowania na pokładzie lotniskowca przy minimalnej prędkości i silnym wietrze. Do konkursu obok Avengera stanęły Northrop Grumman X-47B, Lockheed Martin Sea Ghost i Boeing Phantom Ray. Wstępne plany zakładające powstanie prototypu morskiej wersji na 2014 rok, a następnie 2016 rok, zostały przesunięte w przyszłość. Związane było to ze zmianą priorytetów zamawiającego, amerykańskiej marynarki wojennej. Większy nacisk położono na działania rozpoznawczo-patrolowe, a mniejszy na akcje uderzeniowe. W styczniu 2016 roku program ewoluował w Carrier Based Aerial Refueling System (CBARS), znany również jako MQ-25A Stingray. Tym razem US Navy zainteresowana jest pozyskaniem bezzałogowego powietrznego tankowca, operującego z pokładu lotniskowców. Dzięki takiemu rozwiązaniu, możliwe byłoby odciążenie wykonujących tego typu zadania maszyn F-18 i skierowanie ich do zadań bojowych. Bezzałogowe powietrzne cysterny zachowałyby ograniczone zdolności wykonywania misji patrolowo-dozorowych, a misje o charakterze rozpoznawczo-uderzeniowym miałyby charakter szczątkowy.  30 sierpnia 2018 roku, US Navy poinformowała, iż zwycięzcą konkursu został Boeing

### Avenger ER
Niepowodzenia programu Avenger nie zniechęciły producenta, który konsekwentnie realizuje program jego dalszej modernizacji. W listopadzie 2012 roku Avenger odbył trzygodzinny lot, podczas którego jego naziemny kontroler wykorzystywał Advanced Cocpit GCS. Nowe naziemne stanowisko kontroli lotu, charakteryzujące się przekazywaniem informacji ze wszystkich systemów obserwacyjnych samolotu i prezentacji ich operatorowi w przystępnej formie, zwiększając tym samym jego świadomość sytuacyjną. W czerwcu 2016 roku na samolocie testowano nowy wielospektralny system rozpoznania obrazowego MS-177. 
27 października 2016 roku w powietrze wzbił się kolejny prototyp Avengera, Avenger Extended Range (ER). Maszyna ma zwiększoną rozpiętość o 3,2 metry do 23,2 m. Dzięki temu zabiegowi udało się zainstalować w skrzydłach dodatkowe zbiorniki paliwa mieszczące 998,8 kg (w sumie wersja ER może zabrać na pokład 4585 kg paliwa), zwiększając tym samym długotrwałość lotu do 20 godzin, przy zmniejszeniu ładunku użytecznego samolotu przenoszonego w wewnętrznej komorze tylko o 200 kg do 1362 kg. Nie jest jasne, czy Aveneger ER jest zupełnie nowym prototypem, czy powstał w wyniku przebudowania już istniejącego samolotu.